# Kubanska Sovjetska Republika
Kubanska Sovjetska Republika je bila dio Ruske Sovjetske Federativne Socijalističke Republike na području Kubana. Sjedište joj je bilo u Jekaterinodaru, a trajala je od 13. travnja do 30. svibnja 1918. godine.
Spojena je s Crnomorskom Sovjetskom Republikom u Kubansko-crnomorsku Sovjetsku Republiku.